# Lê Thanh Tú
Lê Thanh Tú (sinh ngày 27 tháng 11 năm 1985) là một vận động viên môn cờ vua của Việt Nam. Trong bảng xếp hạng hiện tại của FIDE, Tú là một trong 4 nữ đại kiện tướng Việt Nam và là đại kiện tướng nữ duy nhất của miền Bắc (3 người kia ở miền Nam). Cô tốt nghiệp Học viện Tài chính.

## Sự nghiệp

### Thời gian đầu
Sinh ra trong gia đình có truyền thống cờ vua, Tú đến với cờ vua từ rất sớm, năm 6 tuổi chị đã bắt đầu làm quen với cờ vua và tỏ ra rất có năng khiếu ở bộ môn này.

### Năm 1994
Tham gia giải trẻ thế giới U 10, Tú đánh khá thành công ở những ván đầu. Tuy nhiên do để thua ở ván cuối trước kỳ thủ Zhao Đindin người Trung Quốc nên mất huy chương đồng rất đáng tiếc.

### Năm 1996 -1999
- 1996 Tham gia giải cờ nhanh quốc tế tại Canes - Pháp, Tú cũng để thua ván cuối và mất huy chương đồng
- 1999 Tham gia giải vô địch cờ vua thế giới U 14 và giành được huy chương đồng

### Năm 2005
Tham gia thi đấu SEA Games 23 tại Philippines và đạt được huy chương vàng và bạc.

### Năm 2007
Tham gia giải vô địch khu vực 3.3 được tổ chức tại Phú Quốc - Việt Nam tháng 1 năm 2007 và đạt được chức vô địch thuyết phục khi dành 7 điểm / 9 ván.

### Năm 2009
Huy chương vàng Giải vô địch Cờ vua Quốc gia.

### Năm 2011
Một lần nữa tham gia giải khu vực 3.3 tại Philippines và đạt huy chương đồng

### Năm 2012
Vô địch toàn quốc tại Giải cờ vua các đấu thủ mạnh toàn quốc năm 2012 tổ chức tại TP Hồ Chí Minh tháng 12 năm 2012.

## Các danh hiệu chính
- Danh hiệu Đại kiện tướng quốc tế nữ
- Vô địch quốc gia 2009
- Vô địch Khu vực 3.3 năm 2007
- Huy chương đồng Khu vực 3.3 năm 2011
- Huy chương đồng Giải Vô địch Khu vực Đông Nam Á năm 2010
- Huy chương vàng và bạc Sea Games 2005
- Huy chương đồng U14 thế giới 1999
- 3 Huy chương vàng Đại hội thể thao sinh viên Đông Nam Á 2006
- 4 bằng khen của Thủ tướng Chính phủ